# یونکرس ئی‌اف ۱۲۶
یونکرس ئی‌اف ۱۲۶ (به انگلیسی: Junkers EF 126) یک هواگرد ساختِ کارخانهٔ یونکرس در کشور آلمان است. این هواگرد برای نخستین بار در ۱۹۴۶ میلادی مورد استفاده قرار گرفت.